# Duffy
Duffy, artistnamn för Aimee Anne Duffy, född 23 juni 1984 i Bangor i Gwynedd, är en brittisk (walesisk) soulsångerska.

## Karriär
Duffy skrev kontrakt med A&M Records 2007, och hennes genombrott kom 2008 med singlarna Mercy och Warwick Avenue. Hennes debutalbum Rockferry från 2008 blev det bäst säljande albumet i Storbritannien det året, och uppmärksammades världen över.
I februari 2011 meddelade Duffy att hon tagit en paus från musikkarriären på obestämd tid. Hon gjorde en mindre comeback 2015, då hon medverkade i filmen Legend och bidrog till tre låtar på dess soundtrack.
Den 25 februari 2020, i ett nu borttaget inlägg på sitt Instagramkonto, skrev Duffy att hon blivit våldtagen och drogad, samt hållits kidnappad under ett par dagar. Hon skrev även hon mådde bra, men att hennes frånvaro från musiken var på grund av att hon behövde återhämta sig. Hon beskrev varken gärningsmännen, eller var händelsen utspelade sig.
I ett längre inlägg från april 2020 skrev Duffy att hon blivit drogad på en restaurang på sin födelsedag, och förts till ett annat land via flygplan. Hon hölls där inlåst på ett hotellrum, där hon våldtogs ett flertal gånger under fyra veckor. Efter att hon släppts fri har Duffy tillbringat nästan 10 år helt ensam, och lämnat händelsen bakom sig tack vare psykologhjälp.
Enligt Duffys officiella webbsida har hon skivkontrakt med Universal Recording Group.

## Bandmedlemmar
- Aimee Duffy: sång
- Bernard Butler: gitarr, piano
- Makoto Sakamoto: trummor
- David McAlmont: sång
- Tobi Oyerinde: gitarr
- Ayo Oyerinde: keyboard
- Tom Meadows: trummor
- Ben Epstein: bas
- Jon Green: gitarr
- Josh McKenzie: slagverk

## Diskografi

### Studioalbum
- 2008 – Rockferry
- 2010 – Endlessly

### EP
- 2004 – Aimée Duffy
- 2008 – Live from London (25 februari 2008; Itunes)

### Singlar
- 2007 – Rockferry (Duffy, Bernard Butler) / Oh Boy (Richard J. Parfitt) (19 november 2007)
- 2008 – Mercy (Duffy, Steve Booker) / Tomorrow (Duffy, Eg White) och Save It for Your Prayers (Duffy, Sacha Skarbek) (25 februari 2008)
- 2008 – Warwick Avenue (Duffy, Jimmy Hogarth, Eg White) / Put It In Perspective (Bernard Butler, Duffy) och Loving You (Duffy, Richard J. Parfitt, Owen Powell) (26 maj 2008)
- 2008 – Stepping Stone[a] (Duffy, Steve Booker) / Frame Me och Big Flame (Richard J. Parfitt) (1 september 2008)
- 2008 – Rain on Your Parade (Steve Booker, Duffy) / Syrup & Honey (Bernard Butler, Duffy) (17 november 2008)
- 2010 – Well, Well, Well (Duffy, Albert Hammond) (19 oktober 2010)